# Fulveen
Fulveen is een lid van de groep koolwaterstoffen met dezelfde brutoformule als benzeen, namelijk C6H6. Fulveen vormt de basisstructuur van een groep derivaten, die op zichzelf niet veel voorkomen. De chemie van fulveen werd door Johannes Thiele voor het eerst onderzocht, met name de reactie van fulveen met aldehyden en ketonen, de bron van een aantal helder gekleurde fulveen-derivaten. Vanwege deze heldere kleur gaf Thiele er de naam fulveen aan.

## Synthese
De meeste fulvenen worden bereid door uit te gaan van cyclopentadieen of van het natriumzout ervan.

## Toepassing
2,3,4,5-tetramethylfulveen is een relatief veelgebruikt ligand in de organometaalchemie. Doorgaans wordt het ligand bereid door deprotonering van pentamethylcyclopentadieen. Deze en soortgelijke fulvenen zijn voorlopers van metalloceencomplexen die gebruikt worden in katalysatoren voor de polymerisatie van alkenen.